# (36803) 2000 ST54
2000 ST54 (asteroide 36803) é um asteroide da cintura principal. Possui uma excentricidade de 0.05955340 e uma inclinação de 1.18790º.
Este asteroide foi descoberto no dia 24 de setembro de 2000 por LINEAR em Socorro.